# Schiaparelli EDM lander

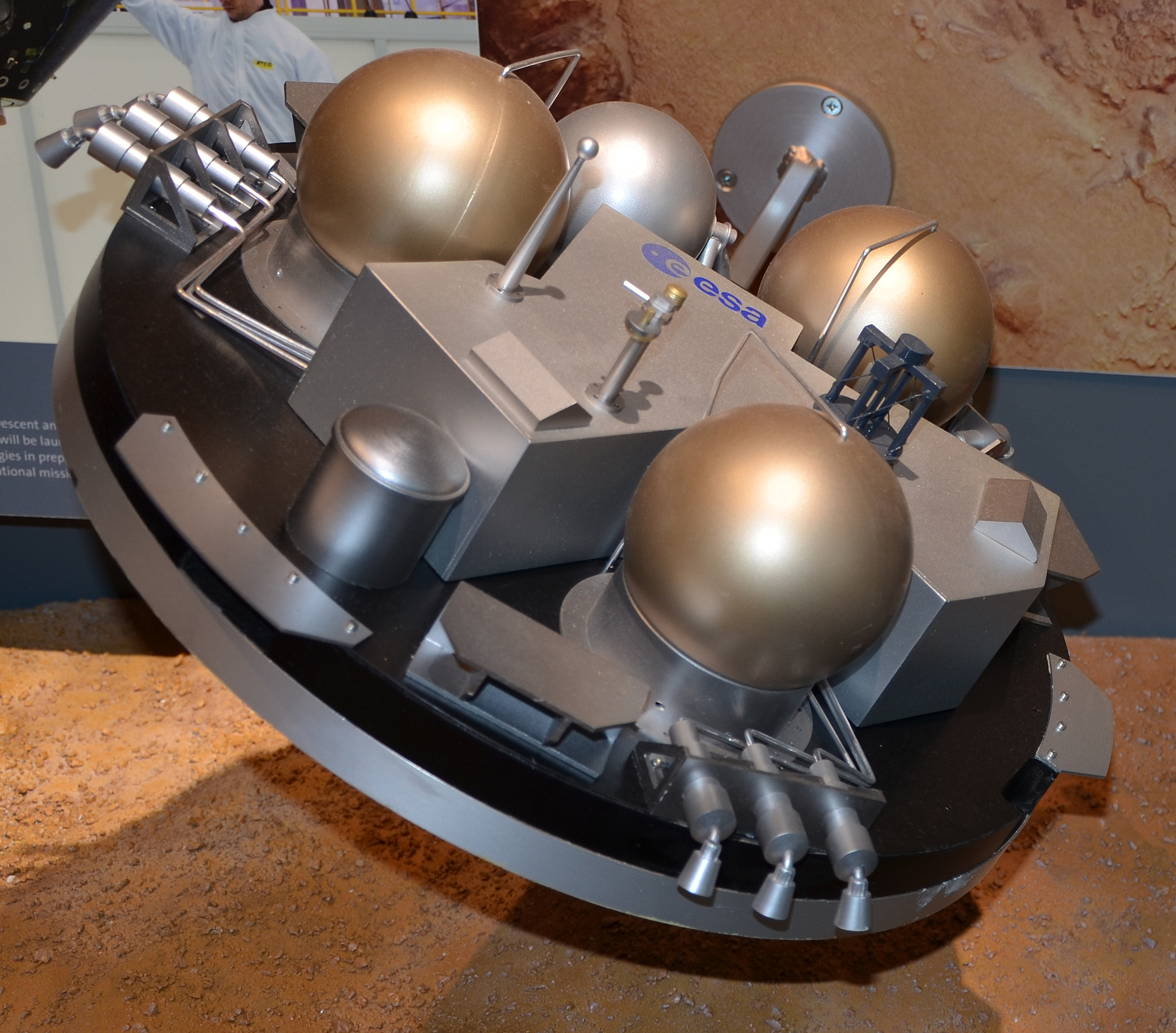
model van de Schiaparelli EDM lander

Foto's gemaakt door de Mars Reconnaissance Orbiter voor (29 mei 2016) en na de mislukte landing (20 oktober 2016) tonen de locatie van de resten van de lander

De Schiaparelli EDM lander (Entry, Descent and Landing Demonstrator Module (EDM)) was een kleine lander die bedoeld was om technieken te testen die nodig zijn voor een zachte landing op Mars. Dit vormde onderdeel van het ExoMars-programma van de Europese Ruimtevaartorganisatie en Roskosmos, de Russische ruimtevaartorganisatie. Daarbij hoorde ook de ExoMars Trace Gas Orbiter, het 'moederschip' dat Schiaparelli meevoerde naar Mars en dat de communicatie tussen de Aarde en de lander zou gaan doorvoeren. De lander is echter op het oppervlak van Mars te pletter gestort.
De Schiaparelli EDM lander was vernoemd naar de 19e-eeuwse astronoom Giovanni Schiaparelli, die o.a. het oppervlak van Mars bestudeerde.

## Doel
Het doel van Schiaparelli was het vinden van sporen van eventueel leven op Mars, maar ook vooral om landingssystemen te testen. Die zullen later namelijk gebruikt worden bij andere onbemande landingsmissies naar Mars zoals de ExoMars Rosalind Franklin die oorspronkelijk gelanceerd zou worden rond 2020, maar dit is verschoven naar 2028. Met name de ESA wilde graag een goed landingssysteem ontwikkelen; na de mislukking van de Beagle 2 is er veel behoefte aan een betrouwbaar systeem. Ook Rusland heeft in het verleden veel tegenslagen gehad bij pogingen om landers neer te zetten op Mars.

## Instrumenten aan boord
Hoewel de lander niet te groot en zwaar mocht worden, waren er toch 6 wetenschappelijke instrumenten aan boord. Deze werden samengepakt in het DREAMS-onderdeel, dat stond voor Dust Characterisation, Risk Assessment and Environment Analyser on the Martian Surface. Dat betekent dat de instrumenten het oppervlak en de omgeving zouden gaan onderzoeken, maar ook dat de risico's voor eventueel leven op Mars in kaart zouden worden gebracht. DREAMS bestond uit verschillende instrumenten:
- MetWind: meten van de windrichting en -snelheid.
- DREAMS-H: meten van de luchtvochtigheid.
- DREAMS-P: meten van de luchtdruk dicht bij het oppervlak.
- MarsTem: meten van de temperatuur dicht bij het oppervlak.
- SIS (Solar Irradiance): meten van de transparantie van de atmosfeer.
- ARES (Atmospheric Radiation and Electricity Sensor): meten van de straling en elektrische lading.

Verder zijn er nog instrumenten die enkel bij de binnenkomst in de atmosfeer en landing worden gebruikt:
- AMELIA: gegevens verzamelen tijdens de afdaling
- COMARS+: het meten van de warmteoverdracht tijdens de binnenkomst in de atmosfeer.

Ook bevatte Schiaparelli op de bovenzijde retroreflectoren waarmee de orbiter met behulp van een laser Schiaparelli zou kunnen terugvinden na de landing als die zou zijn geslaagd. Ten slotte bevond zich aan de bovenzijde ook nog een UHF-antenne voor verbinding met de orbiter. Directe communicatie met de Aarde was niet mogelijk geweest.

## Landing
Drie dagen voor aankomst bij Mars werd de landermodule afgestoten door de orbiter, dit gebeurde op 16 oktober 2016. De eigenlijke landing moest op 19 oktober 2016 plaatsvinden. Enkele uren voor het binnendringen in de dampkring van Mars zou Schiaparelli geactiveerd worden. Op een hoogte van ongeveer 120 km zou hij met 21000 km/h de marsatmosfeer binnendringen. Eerst zou die snelheid gereduceerd worden met luchtremmen. Een hitteschild beschermde de module tegen de enorme wrijvingshitte. Op een hoogte van 11 km en bij een snelheid van 1650 km/h zou een parachute geopend worden en na een stabilisatieperiode van 40 seconden werd het hitteschild afgeworpen. De parachute reduceerde de snelheid tot 250 km/h en werd dan ook losgekoppeld. Ten slotte moest met drie hydrazine-reactiemotoren een gecontroleerde landing worden gemaakt. De reactiemotoren brachten door middel van een hoogtemeter de lander op twee meter hoogte. Dan zouden de motoren worden gestopt en de laatste stap gebeurde in vrije val. De impact zou worden opgevangen door een kreukelzone, gelijkaardig aan die van een auto, die schade aan de module voorkomt.
De lander doorliep de eerste fasen van de landing zoals gepland, maar op het moment dat de parachute had moeten uitklappen werd alle contact tussen de lander de Aarde verbroken. Op 21 oktober maakte ESA bekend dat het valscherm hoogstwaarschijnlijk niet goed functioneerde, waardoor de lander met een snelheid van 300 kilometer per uur op het oppervlak van Mars is neergestort en geëxplodeerd. Op nieuwe foto's van de plek waar Schiaparelli had moeten landen was een zwarte plek zichtbaar. De foto's toonden een krater van 2,50 m diameter en een diepte van 50 cm op de berekende landingspositie. Dit komt overeen met een voorwerp van 300 kg dat met een snelheid van 300 km/u neerkomt, identiek aan Schiaparelli. De grootte van de zwarte vlek wees op een explosie van de lander. De klap van de harde landing alleen kon die niet hebben veroorzaakt; daarvoor kwam Schiaparelli met te lage snelheid neer.
Van binnenkomst in de atmosfeer tot de eigenlijke landing had het minder dan zes minuten moeten duren. De lander beschikte niet over zonnepanelen en verkreeg zijn energie uit niet-oplaadbare batterijen. De lengte van de missie was dus eindig. Het plan was om 2 tot 8 marsdagen (sols) gegevens te verzamelen tot er geen energie meer was.

### Oorzaak
Op 24 mei 2017 heeft ESA het onderzoek naar de mislukte landing afgesloten. Het was al snel duidelijk dat de landingsprocedure te vroeg werd afgesloten. De scheiding van de lander verliep op 16 oktober 2016 zoals gepland en de afdaling zou drie dagen duren.
Het grootste gedeelte van de zes minuten durende afdaling verliep zoals verwacht. Detectoren in het hitteschild stuurden waardevolle informatie door over het hitteschild en de atmosfeer van Mars. Schiaparelli stuurde de gegevens in real time door naar de orbiter. Dit bleek zeer waardevol te zijn voor de reconstructie van wat er gebeurde.
Drie minuten na binnenkomst in de atmosfeer ontplooide de parachute maar de module begon onverwacht zeer snel te tollen. Zo snel dat de eenheid die de inertiekrachten mat, kort overstuurd werd. Samen met de radarmetingen naar de grond, bracht dit de besturingslogica in de war. Deze dacht dat de module zich onder het oppervlak bevond. Dit resulteerde in het vroegtijdig afstoten van de parachute en het ontsteken van de reactiemotoren gedurende 3 seconden in plaats van 30 seconden. Zelfs de "op de grond" procedure werd opgestart. Zo werd nog één wetenschappelijk gegevenspakket doorgestuurd voordat het signaal wegviel.
In werkelijkheid bevond de module zich in vrije val op een hoogte van 3,7 km, resulterend in een impactsnelheid van 540 km/u vlak bij de bedoelde landingsplaats.